# Befreiung der Konzentrationslager

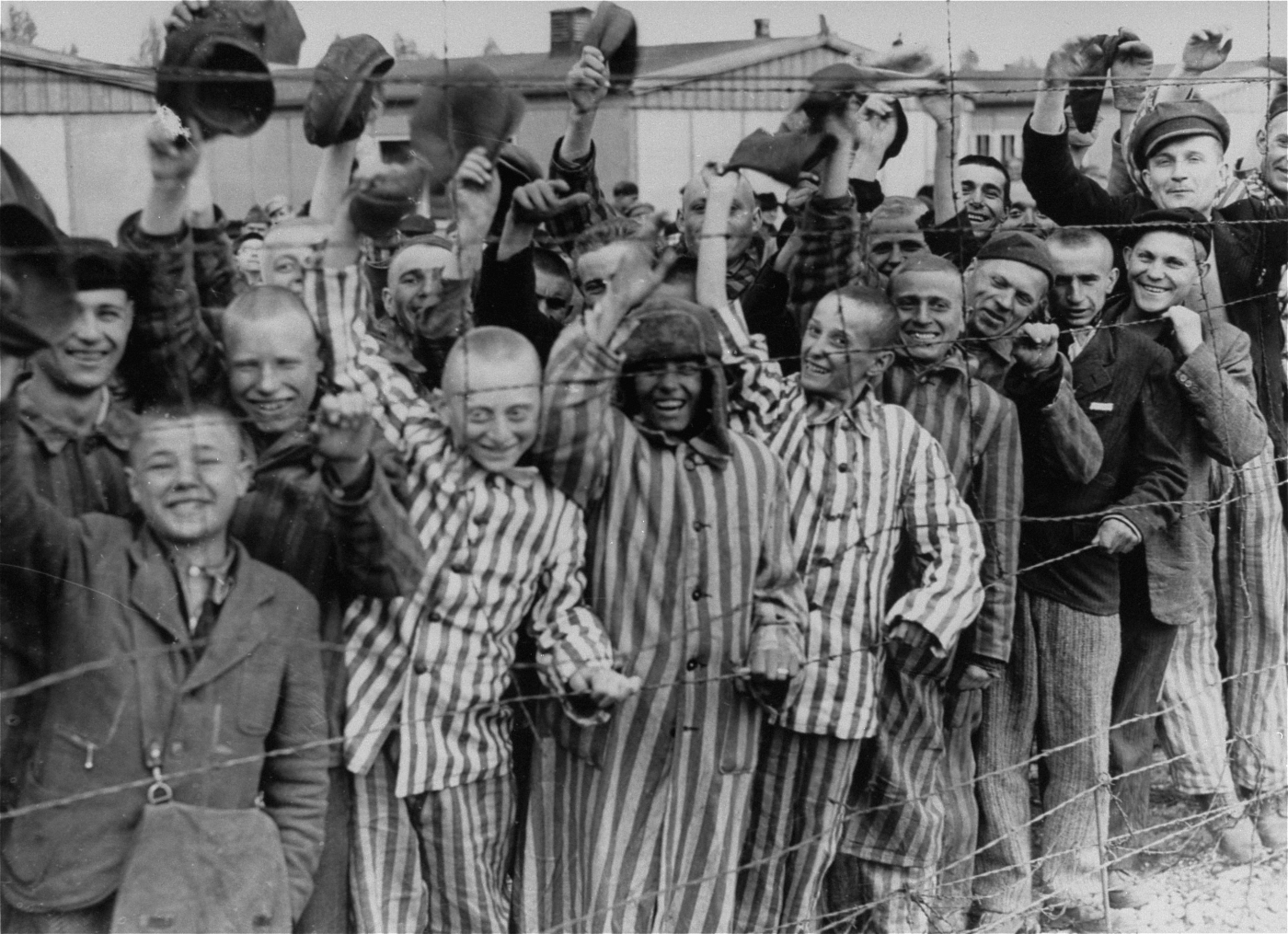
Häftlinge, teilweise in gestreifter KZ-Häftlingskleidung, nach der Befreiung des Konzentrationslagers Dachau, Aufnahme vom 29. April 1945

Die Befreiung der Konzentrationslager erfolgte in den Jahren 1944/1945 durch die Alliierten. Sie war Teil der Befreiung vom Nationalsozialismus. 
Bevor die Alliierten die Konzentrationslager erreichten, ermordeten die Nationalsozialisten zehntausende Gefangene in den Lagern oder auf Todesmärschen in andere Lager. Daher wurden oftmals nur wenige hundert Überlebende bei der Befreiung der Lager von den alliierten Soldaten angetroffen.

## Daten der Befreiung der Häftlinge … (Auswahl)
folgender Konzentrationslager (KZ) am
- 23. Juli 1944: KZ Majdanek, Polen; befreit durch sowjetische Truppen
- 13. Oktober 1944: KZ Riga-Kaiserwald, Lettland; befreit durch sowjetische Truppen
- 27. Oktober 1944: KZ Herzogenbusch, Niederlande; befreit durch kanadische Truppen
- 23. November 1944: KZ Natzweiler-Struthof, Frankreich; befreit durch US-Truppen
- 27. Januar 1945: KZ Auschwitz, Polen; befreit durch sowjetische Truppen
- 13. Februar 1945: KZ Groß-Rosen, Polen; befreit durch sowjetische Truppen
- 7. April 1945: KZ-Außenlager Vaihingen; befreit durch französische Truppen
- 11. April 1945: KZ Buchenwald, Deutschland; befreit durch US-Truppen
- 11. April 1945: KZ Mittelbau-Dora, Deutschland; befreit durch US-Truppen
- 15. April 1945: KZ Bergen-Belsen, Deutschland; befreit durch britische Truppen
- 22. April 1945: KZ Sachsenhausen, Deutschland; befreit durch sowjetische und polnische Truppen
- 23. April 1945: KZ Flossenbürg, Deutschland; befreit durch US-Truppen
- 29. April 1945: KZ Dachau bei München (Hauptartikel: Befreiung des Konzentrationslagers Dachau), Deutschland; befreit durch US-Truppen
- 29. April 1945: der KZ-Außenlagerkomplex Kaufering bei Landsberg am Lech, Deutschland; wird von US-Truppen befreit
- 30. April 1945: In der Münchner Umgebung wurden mehrere Häftlingsmärsche bzw. -Zugtransporte mit Tausenden KZ-Häftlingen aus den Dachau-Lagern von US-Truppen befreit
- 30. April 1945: KZ Ravensbrück, Deutschland; befreit durch sowjetische Truppen
- 1. und 2. Mai 1945: den KZ-Außenlagerkomplex Mühldorf östlich von München, Deutschland; befreien US-Truppen
- 2. Mai 1945: KZ Neuengamme, Deutschland; befreit durch britische Truppen
- 5. Mai 1945: KZ Mauthausen, Österreich; befreit durch US-Truppen
- 9. Mai 1945: KZ Stutthof, damals auf dem Gebiet der annektierten Freien Stadt Danzig, heute Polen; befreit durch sowjetische Truppen

## Gedenken
Der Befreiungen der Konzentrationslager wird jährlich gedacht. 
Der Internationale Tag des Gedenkens an die Opfer des Holocaust (International Holocaust Remembrance Day) am 27. Januar wurde im Jahr 2005 von den Vereinten Nationen zum Gedenken an den Holocaust und den 60. Jahrestag der Befreiung des Konzentrationslagers Auschwitz eingeführt.